# Wiry-au-Mont
Wiry-au-Mont är en kommun i departementet Somme i regionen Hauts-de-France i norra Frankrike. Kommunen ligger i kantonen Hallencourt som tillhör arrondissementet Abbeville. År 2022 hade Wiry-au-Mont 105 invånare.

## Befolkningsutveckling
Antalet invånare i kommunen Wiry-au-Mont
| Referens: INSEE |